# Johan Huizinga
Johan Huizinga (pronuncia olandese [ˈjoːɦɑn ˈɦœy̯zɪŋɣaː]; Groninga, 7 dicembre 1872 – Arnhem, 1º febbraio 1945) è stato uno storico e linguista olandese.
Considerato uno degli storici più importanti del XX secolo, Huizinga ha svolto studi sul Medioevo e la storia moderna, lasciando contributi anche alla linguistica, all'estetica e ad altri ambiti del sapere umano.

## Biografia

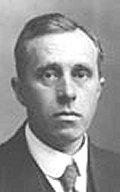
Foto di Huizinga

Huizinga nacque in una famiglia di religione mennonita, e studiò dapprima al liceo di Groninga, poi all'Università di Lipsia e infine di nuovo a Groninga, dove si laureò in lettere con una tesi sulla letteratura sanscrita.
Dal 1897 insegnò storia in un liceo di Haarlem, nell'Olanda settentrionale, dal 1903 letteratura indiana all'Università di Amsterdam, e, infine, dal 1915 al 1942, storia generale all'Università di Leida.
La carriera di Huizinga, come studioso e scrittore, fu incentrata prevalentemente sulla storia del suo Paese e dell'Europa; in particolar modo Huizinga approfondì gli elementi estetici presenti nella storiografia e la condizione umana nei periodi di transizione, oltreché le origini del suo popolo e della cultura olandese ed i legami tra la cultura, l'etica, la morale medioevale e quella del Quattrocento. Tutte queste tematiche vennero raccolte nel libro Herfsttij der Middeleeuwen (Autunno del Medioevo, 1919), che assieme ad altri importanti saggi sul XV, XVI e XVII secolo, divenuti col tempo dei veri e propri classici, lo fecero conoscere ai lettori europei.
Tra le opere successive, Huizinga scrisse una biografia di Erasmo da Rotterdam, intitolata Erasmus (1924), ma, a partire dal libro Cultuurhistorische verkenningen (Esplorazioni nella storia della cultura, 1929), volse la sua attenzione prevalentemente all'instaurazione delle dittature europee della prima metà del Novecento, focalizzandosi sulle tendenze storiografiche a lui contemporanee, quali la ricerca e l'esaltazione dei miti, oppure sulla modifica del senso etico e morale a causa dell'ascesa dei nazionalismi, tema centrale del saggio In de schaduwen van morgen (Nelle ombre del domani, 1935).
Subendo l'influenza di Georg Simmel, attribuiva molta importanza, nell'analisi storica, sia ai movimenti spirituali e filosofici, sia agli elementi antropologici e psicologici. Già dalle opere del periodo giovanile, Huizinga si caratterizzò per la brillantezza e fluidità dello stile e l'acutezza e sensibilità dei contenuti.
Durante l'occupazione tedesca dei Paesi Bassi, dal 1940 in poi, Huizinga sostenne il valore della libertà soprattutto per la ricerca scientifica. Per questo fu arrestato dai tedeschi nel 1942 e tenuto prigioniero a De Steeg, una località nei pressi di Arnhem, fino alla morte, avvenuta il 1º febbraio 1945.

## Opere
- L'elemento estetico nelle raffigurazioni storiche (1905)
- Autunno del Medioevo (1919, riveduta nel 1921), titolo originale Herfsttij der Middeleeuwen, traduzione di Bernard Jasink, Collana Biblioteca Storica Sansoni. Nuova Serie vol. II, Firenze, G. C. Sansoni Editore, I ed. 1940-1942-1944; II ed., Collana Classici della Storia Moderna, 1953; III ed., Collana Biblioteca Sansoni, Introduzione di Eugenio Garin, 1966- 1971; IV ed., Biblioteca di Grandi Saggi, Sansoni, 1978; Collana Classici del Pensiero, Sansoni, 1985; Collana Biblioteca Universale n. 3, Sansoni, 1991; Collana SuperSaggi, BUR, 1995; Collana La Scala.Saggi, Milano, BUR, 1998, ISBN 88-17-11221-6. 
  - L'autunno del Medioevo, traduzione di Franco Paris, Introduzione di Ludovico Gatto, Collana Grandi Tascabili Economici n. 132, Roma, Newton & Compton, 1992-2011, ISBN 978-88-541-2361-8.
- Erasmus (1924), Collana Saggi n. XXVI, Einaudi, II ed. riveduta, 1941-1949; Collana Biblioteca Moderna n .518 (diretta da Alberto Mondadori), Milano, Mondadori, 1958; Collana Reprints n. 47, Torino, Einaudi, 1975; trad. di A. Vita, Collana Piccola Biblioteca. Nuova Serie n. 199, Torino, Einaudi, 2002, ISBN 88-06-16329-9; Collana Ritratti, Roma, Castelvecchi, 2016, ISBN 978-88-694-4007-6.
- La Civiltà Olandese del Seicento (1933), traduzione di Piero Bernardini Marzolla, Collana Saggi n. 411, Torino, Einaudi, 1967; Collana Piccola Biblioteca.Nuova Serie n. 410, Torino, Einaudi, 2008, ISBN 978-88-06-19441-3.
- La Crisi della Civiltà, trad. Barbara Allason, Collana Saggi n. 5, Torino, Einaudi, 1937; II ed. migliorata, Einaudi, 1938-1941; con un saggio di Delio Cantimori, Collana NUE n. 15, Torino, Einaudi, 1963 (III ed.) 1966; Editore Pgreco, 2012, ISBN 978-88-95563-93-0.
- Civiltà e Storia. Studi sulla teoria e il metodo della Storia. Studi sulle idee storiche, a cura di G. Chiaruttini, Collana Epoche e Viaggi n. 2, Parma, Guanda, I ed. marzo 1946.
- L'Uomo e la Cultura (Der Mensch und die Kultur), traduzione di Ugo Arlotta, Prefazione di Carlo Morandi, Collana Orientamenti n. 8, Firenze, La Nuova Italia, 1947 (II ed.) 1948.
- Geschonden Wereld (1943, pubblicato postumo), Lo scempio del mondo. Ascesa e Decadenza delle Civiltà, Cristianesimo, Militarismo e Democrazia, trad. Ervino Pocar, Milano, Rizzoli, 1948; a cura di Lucio Villari, Collana Meteore, Bruno Mondadori, 2004, ISBN 88-424-9031-8.
- Homo Ludens (1938, ma pubblicato nel 1939 in tedesco ad Amsterdam), traduzione di Corinna von Schendel, Collana Saggi n. 83, Torino, Einaudi, I ed. 1946 (II ed.) 1949; Collana i Gabbiani, Milano, Il Saggiatore, 1964; saggio introduttivo di Umberto Eco, Collana NUE n. 146, Torino, Einaudi, 1973-2000, ISBN 88-06-36343-3; Collana Piccola Biblioteca.Nuova Serie n. 174, Torino, Einaudi, 2002.
- Un Europeo in Inghilterra, Edizioni Il Borghese, 1957-1966.
- La mia via alla storia e altri saggi, a cura di Piero Bernardini Marzolla, introduzione di Ovidio Capitani, Collezione Storica, Bari, Laterza, 1967.
- Le Immagini della Storia. Scritti 1905-1941, traduzione di Tatiana Bruni (5-154, 359-379), Piero Bernardini Marzolla (155-228; 257-357) e Wietse De Boer (229-256), a cura e con una Prefazione di Wietse De Boer, Biblioteca di Cultura Storica, Torino, Einaudi, 1993, ISBN 88-06-13254-7.
- La Scienza Storica, Introduzione di Ovidio Capitani, a cura di Piero Bernardini Marzolla, Laterza, 1974; Collana Universale n. 294 Bari-Roma, Laterza, II ed. 1979; col titolo La Scienza Storica. Il suo valore, la sua attualità, Milano, Res Gestae, 2013.
- Morte e Religione nel Medioevo, Collana Varia, Milano, BUR, 2009, ISBN 88-17-02981-5.
- Il problema del Rinascimento, traduzione di Piero Bernardini Marzolla, Introduzione di Gabriele Pedullà, Collana Piccola Biblioteca, Roma, Donzelli, 2015, ISBN 978-88-684-3175-4.
- Scritti autobiografici. La mia via alla storia e Preghiere, a cura di Anton van der Lem, edizione italiana a cura di Gerrit Van Oord, Collana Johan Huizinga Test e Studi (JHTS), Sant'Oreste (Roma), Apeiron Editori, 2018, ISBN 978-88-85978-89-8.